# 鴻圖道

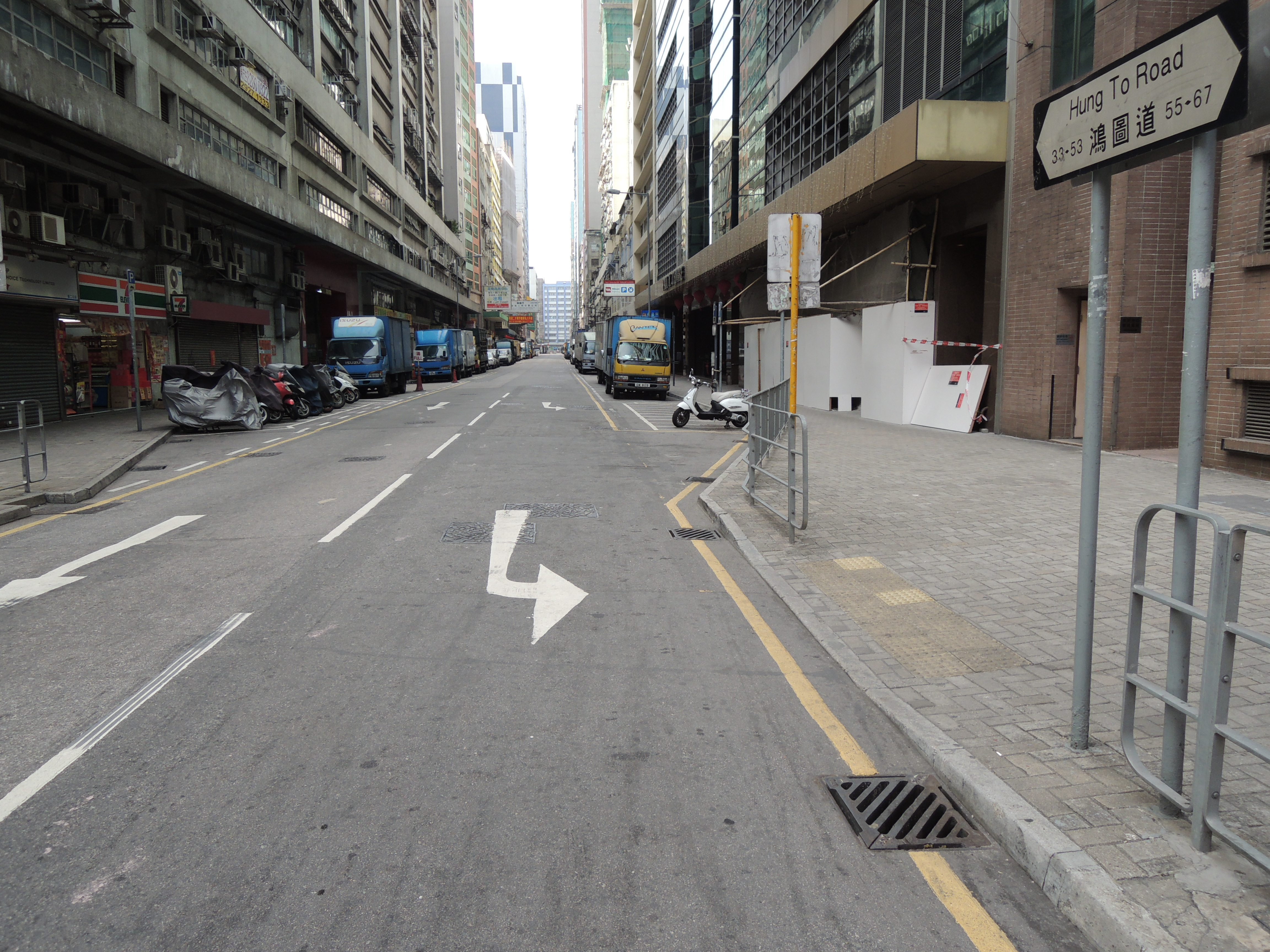
鴻圖道西段

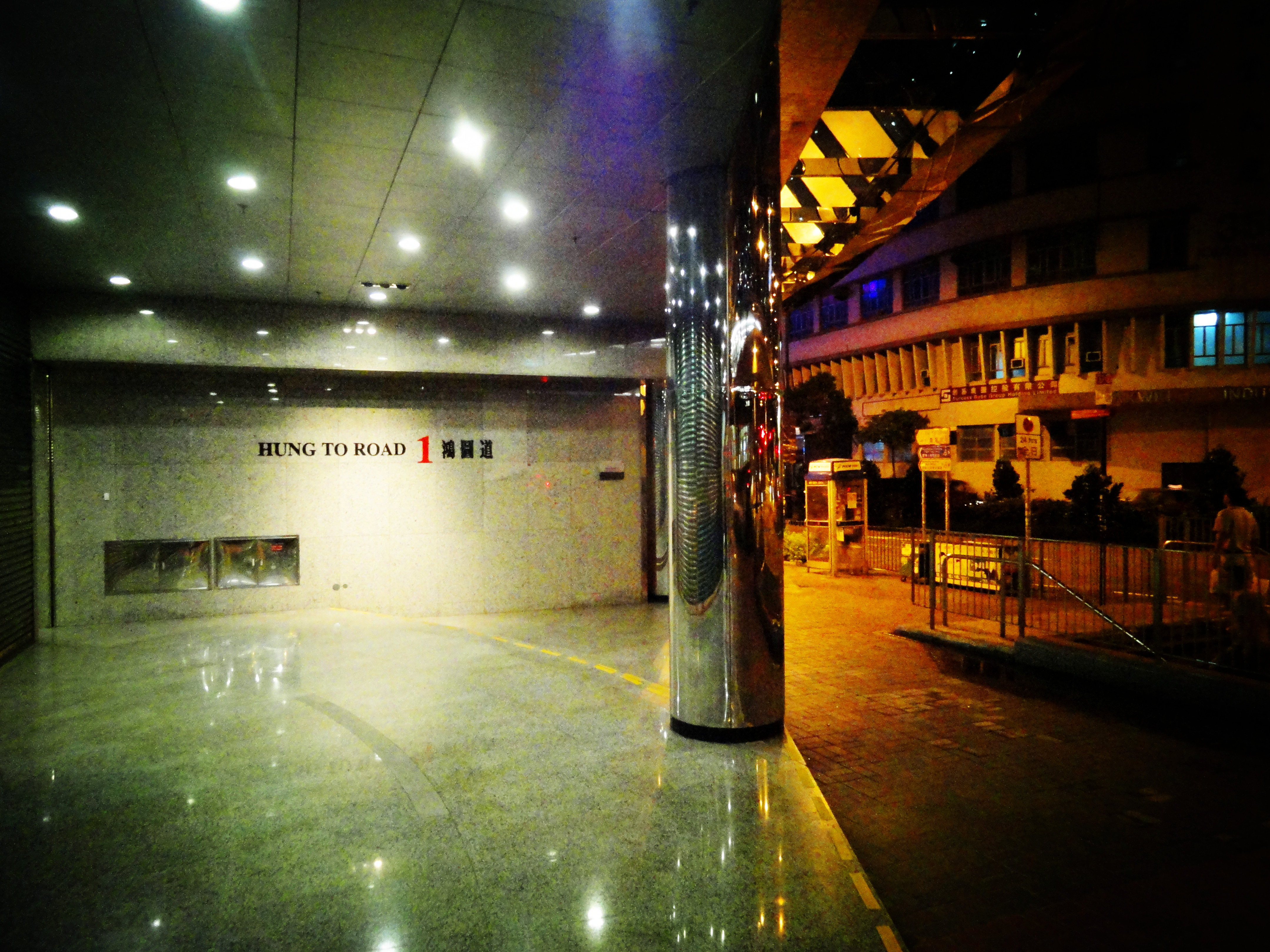
鸿图道1号

鴻圖道（英語：Hung To Road）是一條位於香港九龍觀塘區的街道，全長一公里左右，除巧明街至創業街一段外，此路為單程路。當中創業街至勵業街為西北單向，設有四條行車線；巧明街至敬業街一段則是東南單向，設有一至兩條行車線。
由於此道路位於觀塘工業區內，故在日間有不少車輛停泊於路旁，特別是貨車在上落貨，因此部份路段的路旁亦有空間給司機上落貨，大多數道路除早上8時至10時及下午5時至7時或上午7時至下午7時不得停車外均可停車上落客貨，但近路口或交通燈一帶通常則沒有司機上落貨。
值得一提的是，此道路47號文化傳信中心設有咪錶位易泊卡的退款中心，至今仍然開放。
2013年4月23日鵬里資產管理ACE ISLAND LIMITED斥9.8億港元購入觀塘鴻圖道73至75號建大工業大廈全幢工業樓，呎價約4,900元。

## 交界道路
以下四條交界道路中，駿業街及開源道均能通往巧明街。值得一提的是，車輛只有由創業街駛出至鴻圖道東南行或西北行，而不能由鴻圖道駛入該道路。
- 創業街
- 巧明街
- 駿業街
- 開源道

## 沿途建築
由於此道路位於工業區內，周邊均有不少的工業樓宇，以下列出樓宇的名字。
- 鴻圖道1號
- 勵業街變電站
- 翠華集團中心
- 樂居工業大廈
- 艾域林工業大廈
- 精棉工業大廈
- 志成工業大廈
- 建業中心
- 永華工業大廈
- 發利工業大廈
- 富登中心
- 威登中心
- 訊科中心
- 利登中心
- 德信工業大廈
- 偉基工業大廈
- 鴻圖中心
- 榮興利工業大廈
- 鴻貿中心
- 王氏大廈
- 致樂工業大廈
- 三井高科技工業大廈
- 遠誠三洋電器大廈
- 鴻泰工業大廈
- 美科大廈
- 鴻達工業大廈
- 華貿中心
- 宏光工業大廈
- 世紀工商中心
- 文化傳信中心
- 保華企業中心
- 威明中心
- 幸運工業大廈
- 新榮大廈
- 寶冠大廈
- 南洋廣場
- 景雲工廠大廈
- 香江國際工商大廈
- 金凱工業大廈
- 鵬光大廈
- 泰豐工業大廈
- 鴻福工業大廈
- 鴻運工業大廈
- 鴻懋工業大廈
- 新星工業有限公司
- 利寶時中心
- 威利廣場
- 瀝洋工業大廈
- 利安工業大廈
- 恆勝中心
- 建大工業大廈
- 明順大廈
- 聯運工業大廈
- 鴻圖工業大廈
- 潤承大廈
- 嘉土亞洲工業大廈
- 安泰工業大廈
- 高成大廈
- 大偉工業大廈
- 志聯中心
- 越秀工業大廈